# サンシャイン池崎
サンシャイン池崎（さんしゃいんいけざき　1981年10月9日 - ）は、日本のお笑いタレント。ワタナベエンターテインメント所属。鹿児島県鹿屋市出身。本名は池崎 慧（いけざき さとる）。

## 来歴
実家はタバコの栽培・製造業。池崎が幼稚園児の頃、ヘビースモーカーの父が、タバコの火の不始末で火事に遭い工場を建て直したが、その後また同じ原因で全焼し、その影響から池崎自ら「貧乏だった」と話している。
鹿屋市立鹿屋中学校卓球部、鹿児島県立鹿屋高等学校、大分大学工学部知能情報システム工学科（現・理工学部共創理工学科知能情報システムコース）卒業。学位は工学士。大学時代は学生寮で寄宿生活を送った。
大学卒業後は就職せず、当時交際していた女性の勧めで2005年4月、ワタナベコメディスクールに2期生として入学、2006年3月卒業。
以前は、大学で知り合い、一緒に上京した友人と、コンビ『ソニックブラザーズ』を結成し、活動していたが、2007年9月に解散（9月15日更新のブログで解散を発表）。以降は、ピン芸人として活動を継続した。
芸人として初めて演じたネタは「柔道コント」。
『R-1ぐらんぷり』（関西テレビ）では、2008年では二回戦進出、2014年は準決勝進出、2016年は復活ステージ3位で初の決勝進出を果たした。2017年は前年同様に復活ステージを勝ち抜き、準優勝となった。
2013年8月24日に自身初の単独ライブ『サンシャイン池崎単独ギャラクシー 第一撃「天」』（東京・下北沢 しもきた空間リバティ）を行う。
2014年5月26日から、定期（毎月）自主ライブ「イチヌケ」をロビンソンズ、しんのすけとシャン、サンシャイン池崎の同期3組で開始。
2015年2月12日開催のワタナベエンターテインメント所属芸人対抗『最笑王座決定戦』で優勝。本人によると、これ以降数十倍忙しくなったという。
同年8月8日に東京・渋谷ユーロライブで行われた「池崎-1グランプリ2015」で、“3億4567万8933組の池崎”の中からサンシャイン池崎が初優勝。
2016年の『M-1グランプリ』（朝日放送）では、バイク川崎バイクと即席コンビ「シャウト!!」を結成して出場するが、三回戦で敗退。当初は即席ユニットであったが、2019年10月に再結成を発表。2022年4月には初単独公演「ONE HUNDRED DECIBEL」を挙行。
同年12月31日の『ダウンタウンのガキの使いやあらへんで!!』（日本テレビ）の年越し特番『絶対に笑ってはいけない科学博士24時』（日本テレビ）で、俳優の斎藤工と共演。斎藤が池崎の自己紹介ネタのものまねを披露した結果、大きな反響が起こった。その後、斎藤がパーソナリティを務めるラジオ番組『TAKUMIZM』（bayfm）にゲスト出演するなど、彼との交流が続いている。
2019年1月18日、『快傑えみちゃんねる』（関西テレビ）に出演した際に両親に一軒家（予算500万円）をプレゼントしたことを公表した。
2018年より保護猫を2匹飼っており、その様子をInstagramやTwitterなどに投稿している（Twitterは2019年7月4日に公式アカウントのフォロワー数が188,888〈イエエエエエーイ〉人に達した際のスクリーンショットで判明）。また同年8月より「ふうちゃんらいちゃんねる」名義でYouTubeチャンネルを開設し、同チャンネルでの収益は全額動物支援活動の団体に寄付することを明言している。2021年2月5日の同チャンネルの動画にて、保護猫活動を行うNPO法人「猫の森」に収益112万1,706円を寄付したことを報告している。
2021年2月20日、自身のYouTubeチャンネル「サンシャイン池崎の超・空前絶後超絶怒涛のギャラクシーちゃんねる極」の生配信にて、自身の持ちギャグである『ジャスティス』を一万回叫ぶ企画『感謝の1万回ジャスティス』を敢行。約10時間かけ、1万回の『ジャスティス』を達成。「音を置き去りにするジャスティス」を習得した。また、視聴者からのスーパーチャットは234万円にまで達した。

## 人物
- 部活は中学時代に3年間卓球部（県大会出場経験あり）、高校はボート部（県大会2位、九州大会出場経験あり）に所属していた[20][21]。
- 趣味は漫画、アニメ、ロールプレイングゲーム[22]。好物はカップ焼きそば[22]。
- 憧れの芸人はとんねるず、ナインティナイン（特に岡村隆史）[11][23]。
- 武井壮、松岡修造といった、自分と同様に“暑苦しい”有名人をライバルとして挙げている[7]。
- 生命保険の営業のアルバイトで、最高で約300人または1000人中2番目の成績を挙げ、営業成績優秀によって社長賞をもらったことがある[7][24]。この仕事をやっていた頃に月80万円ほど稼いだこともあった[25]。
- 櫻坂46のファンで、『そこ曲がったら、櫻坂？』でMCを務めている澤部佑（ハライチ）と共にライブ会場に幾度となく足を運んでいる[26]。2021年5月29日に放送された『I LOVE みんなのどうぶつ園』では、改名前の欅坂46のライブ映像を鑑賞して涙する様子が放送された。推しメンは小池美波[27]。
- 元々の実家は酷い壊れ方をしており、到底人が住めるとは思えない手作りのあばら家で、「空前絶後ハウス」としてテレビでも紹介されていた。現在は芸人として売れた池崎が新築をプレゼントし、以前とは見違えている。新築の実家のリフォームの模様は『大改造!!劇的ビフォーアフター』で放送された。2024年3月には池崎のYouTubeチャンネルにて池崎が新築の実家に帰省した動画が公開され話題を呼び、再生回数は2025年5月時点で550万回を突破している[28]。
- 猫好きで保護猫の預かりボランティアを行っており、その様子が『嗚呼!!みんなの動物園』で放送され、猫おじさんと呼ばれている。池崎家の元保護猫風神、雷神二匹の存在もあり、最初こそ人馴れせず苦悩するも最終的には成功に終わる。また、預かりボランティアの経験が豊富であることから番組の企画で預かりボランティアになった著名人にアドバイスすることがあり、池崎一門が形成され、師匠と呼ばれる。メンバーには元プロ野球選手のアレックス・ラミレス、愛（ヨネダ2000）、元大関・雅山の二子山親方、前田裕太（ティモンディ）のニャレ兄、保護猫歴14年の信子（ぱーてぃーちゃん）のニャル姉さん、アンゴラ村長（にゃんこスター）、りんごちゃん、てぃ先生、青木マッチョ（かけおち）がいる。
- 愛車はイエローのホンダ・フィット（2代目のマイナーチェンジ後のモデル）[29]で前オーナーはロッチの中岡創一。中岡がいすゞ・117クーペに買い換えた為譲渡された関係で、池崎と中岡は仲が良い[30]。
- ソウルナンバー11である。

## 芸風
白地に赤などのラインが脇に入り、前面に「SunShine 池崎」とプリントされたノースリーブのシャツに、青の短パン、鉢巻と言った格好が主なステージ衣装。
- 「イエ～！」「OK～！」「ジャ～スティス！」などの絶叫を所々に入れ、テンション高めに様々な体を張ったギャグを連発する[3]。「イエェーイ!!」の前の自己紹介の時には、目を全開にして、ブリッジするように上半身を反った後で起き上がるというパフォーマンスが定番のパターン[25]。舞台で間が空くと怖いと思ったことから、叫ぶようになったと言う[6]。多い時は一日に70回以上絶叫することもあるため、普段はあまり喋らず喉のケアにつとめており、のど飴が必需品である[31]。
- 「バーニングコント」と称して、「空前絶後のピン芸人～」で始まる「回りくどい自己紹介」ネタや、ステージの袖へ横になって飛んでいくなどのアクションを行なう[32]。
- リストバンドを外して落とし「2トン!」（これほどの重さがあるという振り）というパフォーマンスなどもしている[23]。
- 「サンシャインブレイド」と言う手作りの刃物型小道具（刃の部分が自分の頭より大きい）を使ってネタを披露することもある[33]。2021年10月13日にはボロボロになってしまった「サンシャインブレイド」をコスプレイヤーのまめ太の協力の下、新しい「サンシャインブレイド」を製作した動画を自身のYouTubeチャンネルで公開。また2021年10月15日に放送された『有吉ジャポンジロジロ有吉』（TBS系）では同じくコスプレイヤーである五月うさぎの協力の下、漫画『幽☆遊☆白書』の登場人物、武威の巨大斧の製作を行った[34]。
- 2013年頃までは、本人曰く「センスのある奴と思われたいという邪心がどこからか有った」ということで、中途半端な感じだったとのことだったが、2013年頃吹っ切れて、今の芸風に至ったという。ネタ作りは芸風から一転して、一人で悩んだり作家と相談したりというような地味な様子だという[11]。

## 出演

### バラエティ
- ウチのガヤがすみません!（2015年12月13日・2016年9月18日・2017年4月 - 、日本テレビ）
- さんまのお笑い向上委員会（2016年2月20日 - 、フジテレビ） - モニター横芸人〈見学者扱い〉
- 陸海空 こんな時間に地球征服するなんて → 陸海空 地球征服するなんて（2017年4月11日 - 、テレビ朝日）
- 有吉の壁（2015年4月7日・2017年4月16日・6月24日・12月29日・2020年8月12日、日本テレビ）
- おはスタ（2018年4月9日 - 、テレビ東京） - 月曜レギュラー → 金曜レギュラー
- 天才!志村どうぶつ園（2019年 - 2020年、日本テレビ） - コーナーレギュラー、本名の池崎慧名義で出演
- ねこ自慢（BS-TBS） - ナビゲーター、不定期出演
- 嗚呼!!みんなの動物園（2020年 - 、日本テレビ） - 本名の池崎慧名義で出演

### 情報番組
- PON!（2014年11月7日、日本テレビ） - 『どんよりどんびき 天カメ一武道会』コーナー
- ZIP!（2016年5月11日 - 、日本テレビ） - 「ワラガチャ!」コーナー

### 特別番組
- オールスター感謝祭（2018年3月31日、TBSテレビ）
- オールスター後夜祭（2021年3月28日[35]、TBSテレビ）
- 朝までラーニング！ #相対性理論～100分後にE=mc²を説明するサンシャイン池崎～（2023年8月27日、NHK Eテレ）[27]
- 24時間テレビ 愛は地球を救う47（2024年8月31日 - 9月1日〈予定〉、日本テレビ）[36]

### 音楽番組
- 第68回NHK紅白歌合戦（2017年12月31日、NHK総合） - スーパーハイビジョンのプロモーションおよび関ジャニ∞等の応援

### テレビアニメ
- ポケットモンスター サン&ムーン（2017年 - 2019年、テレビ東京） - ザオボーのスリーパー、カツオ 役
- デュエル・マスターズ（2017年、テレビ東京） - 池ザッキー 役
- モグモグモギュー（2020年、テレビ東京） - カイトパパ 役

### テレビドラマ
- ひみつ×戦士 ファントミラージュ!（2019年11月17日、テレビ東京）
- おばけずかん（2020年4月8日 - 、テレビ東京）
- 金曜8時のドラマ「警視庁強行犯係・樋口顕」第1話・最終話（2021年1月15日・2月19日、テレビ東京） - 千葉功 役

### ネット番組
- HITOSHI MATSUMOTO presents ドキュメンタル（2021年、Amazonプライム・ビデオ） - シーズン9出演
- ヤングジャンプ45周年記念特別番組（2024年7月7日、ABEMAアニメSPECIAL2）[37][38]

### ネット配信
- YouTubeチャンネル「サンシャイン池崎の超・空前絶後超絶怒涛のギャラクシーちゃんねる極」

### 映画
- ナンバーワン戦隊ゴジュウジャー 復活のテガソード（2025年7月25日、東映） - 本人 役[39]

### 吹き替え
- インクレディブル・ファミリー（2018年） - ヘレクトリクス 役[40] 予告CMも担当。

### 劇場アニメ
- 最強王図鑑～The Ultimate Battles～ スペシャル上映 魂の叫び！（2024年） - 本人役（解説担当）

### CM・広告
- コロプラ「魔法使いと黒猫のウィズ」（2017年3月）
- タカラトミー「ベイブレードバースト」（2017年3月 - ）
- 秀光ビルド（2017年4月 - ） - クールポコ、あばれる君、平野ノラ、石塚英彦と共演
- トヨタ自動車「トヨタ 今がチャンス! キャンペェェェェ〜〜ン!!」（2017年4月 - ） - 滝川クリステルと共演
- 日清食品「完全メシ」（2022年9月 - ）[41][42]
- 明治「明治プロビオヨーグルトLG21」『胃の負担対策の神』篇（2024年7月 - ）※Web動画、YouTube配信[43]
- バンダイナムコエンターテインメント「ドラゴンボール ゲキシン スクアドラ」（2025年8月 - ） - 磯村勇斗、ELLY、岡本姫奈と共演[[[44]

### ラジオ
- 基礎英語0（NHKラジオ第2放送） - 番組出演
- 小学生の基礎英語（2021年4月 - 、NHKラジオ第2放送）

### DVD
- アンタッチャブル柴田の「ワロタwwww」～超絶おもしろいのに全く知られてない芸人たち～（アニプレックス、2014年12月24日発売） - 『空前絶後』のタイトルのネタを収録

### 著書
- 空前絶後の保護猫ライフ! 池崎の家編（2019年8月9日、宝島社、ISBN 9784800297136）

### 音楽
- Broken By The Scream『Rising sun feat. サンシャイン池崎』（EP「Whitewater Park」収録曲 2023年7月26日発売）[45]
- 寿司さん『最強王伝説～Be your Sai-Kyo-Oh!～ (feat. サンシャイン池崎)』(テレビアニメ「最強王図鑑〜The Ultimate Battles〜」テーマソング)